# Leopold Innocenty Nepomucen Polzer
Leopold Innocenty Nepomucen Polzer (ur. 15 października 1697 w Cieszynie, zm. 5 stycznia 1753 tamże) – prawnik, burmistrz Cieszyna w latach 1735–1760, założyciel Latinae Sodalitatis Teschini, historyk amator, dziadek Leopolda Szersznika.

## Biogram
Był synem Jerzego Polzera i jego żony Heleny Katarzyny z domu Jagosch. W literaturze przedmiotu podaje się, że nosił imiona Leopold Gottlieb Innocenty, Leopold Innocenty Nepomucen i Leopold Innocenty.
Urodził się w Cieszynie, gdzie zdobył podstawowe wykształcenie. Później uczył się w Pradze i Ołomuńcu, a następnie rozpoczął studia prawnicze na Uniwersytecie Wiedeńskim. Po ich ukończeniu powrócił do rodzinnego miasta, gdzie został notariuszem sądowym.
Od 1724 roku był syndykiem miejskim Cieszyna. W 1735 roku został burmistrzem miasta, pełniąc ten urząd do 1750 roku.
W 1731 roku założył stowarzyszenie Latinae Sodalitatis Teschini, które skupiało wykształconych mieszkańców Cieszyna. Polzer posiadał sporą bibliotekę, zbierał materiały do dziejów rodzinnego miasta.
Jego synem był Jerzy Polzer (ur. 1725, zm. 1745), absolwent gimnazjum jezuickiego w Cieszynie, jezuita i student filozofii w Pradze. Córka Leopolda, Joanna Alojzja (zm. 12 lutego 1754), dzięki ojcu zdobyła staranne wykształcenie. Łaciny i retoryki uczył ją Ludwik Heimb, grała też doskonale na fortepianie. 4 maja 1746 roku poślubiła Jana Antoniego Szersznika, syndyka miejskiego, z którym miała pięcioro dzieci. Jej najstarszym synem był Leopold Szersznik, urodzony 3 marca 1747 roku w kamienicy Leopolda Polzera.